# Wereldkampioenschap atletiek op de weg 2007
Het wereldkampioenschap op de weg 2007 vond plaats op 14 oktober 2007. De wedstrijd werd georganiseerd door de IAAF en vond plaats in de Italiaanse stad Udine.
Het parcours bestond uit een halve marathon. De route bestond uit een kleine aanloop en drie rondes door het centrum van Udine met een hoogteverschil van 8 meter tussen het hoogste en laagste punt. De start en de finish waren gelegen op de Piazza Primo Maggio.
Bij de mannen werd er gestart om 10:30 en bij de vrouwen om 12:00. Bij de mannen gingen 82 van de 85 aangemelde atleten van start en hiervan behaalden 79 de finish. Bij de vrouwen gingen 67 van de 66 aangemelde atletes van start en hiervan behaalden 56 de finish. Voor zowel de mannen als de vrouwen werd naast een individueel klassement ook een teamklassement samengesteld. De klassering van een land werd berekend aan de hand van de totaaltijd van de drie snelste lopers van dit land.
Zowel Zersenay Tadese uit Eritrea en Lornah Kiplagat uitkomend voor Nederland verdedigden met succes hun titels, behaald bij het wereldkampioenschap op de weg 2006. Kiplagat liep met haar 1:06.25 niet alleen een wereldrecord op de halve marathon, maar verbeterde met 1:02.57 ook haar eigen wereldrecord op de 20 km van vorig jaar.

## Prijzengeld
De IAAF stelde 245.000 dollar prijzen geld beschikbaar hetgeen gestaffeld werd uitgeloofd aan de eerste zes atleten, atletes en teams.
| plaats | individueel | team     |
| ------ | ----------- | -------- |
| 1e     | $ 30.000    | $ 15.000 |
| 2e     | $ 15.000    | $ 12.000 |
| 3e     | $ 10.000    | $ 9000   |
| 4e     | $ 7000      | $ 7500   |
| 5e     | $ 5000      | $ 6000   |
| 6e     | $ 3000      | $ 3000   |

## Uitslagen

### Mannen

#### Individueel
| Rang   | Atlete                    | Land | Tijd    | Opmerkingen |
| ------ | ------------------------- | ---- | ------- | ----------- |
| Goud   | Zersenay Tadese           | ERI  | 58.59   | CR          |
| Zilver | Patrick Makau Musyoki     | KEN  | 59.02   |             |
| Brons  | Evans Cheruiyot           | KEN  | 59.05   | PB          |
| 4      | Deriba Merga              | ETH  | 59.16   | PB          |
| 5      | Yonas Kifle               | ERI  | 59.30   | PB          |
| 6      | Dieudonné Disi            | RWA  | 59.32   | NR          |
| 7      | Marilson dos Santos       | BRA  | 59.33   | AR          |
| 8      | Dickson Marwa             | TAN  | 1:00.24 | PB          |
| 9      | Atsushi Sato              | JPN  | 1:00.25 | AR          |
| 10     | Cuthbert Nyasango         | ZIM  | 1:00.26 | NR          |
| 11     | Fabiano Joseph            | TAN  | 1:00.27 |             |
| 12     | Raji Assefa               | ETH  | 1:00.31 | PB          |
| 13     | Michael Tesfay            | ERI  | 1:00.39 | PB          |
| 14     | Ali Dawoud Sedam          | QAT  | 1:00.39 | NR          |
| 15     | Robert Kipkorir Kipchumba | KEN  | 1:00.47 | SB          |
| 16     | Samson Kiflemariam        | ERI  | 1:00.52 | PB          |
| 17     | Nicolas Kiprono           | UGA  | 1:00.57 | NR          |
| 18     | Tariku Jufar              | ETH  | 1:01.28 | PB          |
| 19     | Ezekiel Ngimba            | TAN  | 1:01.28 | PB          |
| 20     | Pierre Joncheray          | FRA  | 1:01.36 | PB          |
| 21     | Mohammed Abduh Bakhet     | QAT  | 1:01.38 |             |
| 22     | Kidane Gemechu            | ETH  | 1:01.38 | PB          |
| 23     | Günther Weidlinger        | AUT  | 1:01.42 | NR          |
| 24     | Ahmad Abdullah            | QAT  | 1:01.46 | PB          |
| 25     | Samwel Kwaangu Shauri     | TAN  | 1:01.58 | PB          |
| 26     | Sylvain Rukundo           | RWA  | 1:01.59 | PB          |
| 27     | Wilson Busienei           | UGA  | 1:02.05 |             |
| 28     | James Kibet               | UGA  | 1:02.07 | PB          |
| 29     | Ahmed Jumaa Jaber         | QAT  | 1:02.08 | PB          |
| 30     | Kazuhiro Maeda            | JPN  | 1:02.08 | PB          |
| 31     | Ricardo Serrano           | ESP  | 1:02.09 | PB          |
| 32     | Ruggero Pertile           | ITA  | 1:02.17 | PB          |
| 33     | Kenji Noguchi             | JPN  | 1:02.20 | PB          |
| 34     | Lusapho April             | RSA  | 1:02.24 | SB          |
| 35     | Fernando Rey              | ESP  | 1:02.26 | PB          |
| 36     | Tewoldebrhan Mengisteab   | ERI  | 1:02.36 |             |
| 37     | Nkosinoxolo Sonqibido     | RSA  | 1:02.36 | PB          |
| 38     | Gervais Hakizimana        | RWA  | 1:02.43 | PB          |
| 39     | Clodoaldo da Silva        | BRA  | 1:02.50 | PB          |
| 40     | João de Lima              | BRA  | 1:02.51 | PB          |
| 41     | Daniele Caimmi            | ITA  | 1:02.57 | SB          |
| 42     | Juan Carlos Romero        | MEX  | 1:03.20 | PB          |
| 43     | Isaac Kiprop              | UGA  | 1:03.20 |             |
| 44     | Keenetse Moswasi          | BOT  | 1:03.21 | PB          |
| 45     | Francis Larabal           | KEN  | 1:03.22 |             |
| 46     | Yevgeniy Rybakov          | RUS  | 1:03.22 |             |
| 47     | Anatoliy Rybakov          | RUS  | 1:03.23 | PB          |
| 48     | Jussi Utriainen           | FIN  | 1:03.24 | PB          |
| 49     | Giovanni Ruggiero         | ITA  | 1:03.25 | SB          |
| 50     | Jesse Stroobants          | BEL  | 1:03.29 |             |
| 51     | Samuel Wanjiru            | KEN  | 1:03.31 |             |
| 52     | Olebogeng Masire          | RSA  | 1:03.32 | PB          |
| 53     | Moustafa Ahmed Shebto     | QAT  | 1:03.33 |             |
| 54     | Tetsuo Nishimura          | JPN  | 1:03.41 |             |
| 55     | Aguelmis Rojas            | CUB  | 1:03.48 |             |
| 56     | Ottaviano Andriani        | ITA  | 1:03.54 | SB          |
| 57     | Thabiso Moeng             | RSA  | 1:04.02 | PB          |
| 58     | Eshetu Gezhagne           | ETH  | 1:04.04 |             |
| 59     | Diego Colorado            | COL  | 1:04.18 | SB          |
| 60     | Sergey Yemelyanov         | RUS  | 1:04.30 |             |
| 61     | Martin Pröll              | AUT  | 1:04.32 | PB          |
| 62     | Giomar da Silva           | BRA  | 1:04.34 |             |
| 63     | José de Souza             | BRA  | 1:04.35 | SB          |
| 64     | Francisco Bautista        | MEX  | 1:04.40 | PB          |
| 65     | Markus Hohenwarter        | AUT  | 1:04.45 | PB          |
| 66     | Jan Simons                | RSA  | 1:05.38 |             |
| 67     | Ernesto Zamora            | URU  | 1:06.00 | PB          |
| 68     | Giovanny Amador           | COL  | 1:06.07 | PB          |
| 69     | Christian Pflügl          | AUT  | 1:06.26 | PB          |
| 70     | Julio Rey                 | ESP  | 1:06.29 |             |
| 71     | Kaelo Mosalagae           | BOT  | 1:06.57 | SB          |
| 72     | Edwin Romero              | COL  | 1:08.00 | PB          |
| 73     | Kabo Gabaseme             | BOT  | 1:08.22 | SB          |
| 74     | Robert Lugo               | VEN  | 1:08.22 |             |
| 75     | Richard Jones             | TRI  | 1:10.17 |             |
| 76     | Christophe Yahiri         | CIV  | 1:11.23 |             |
| 77     | Perhat Annagylyjov        | TKM  | 1:13.24 |             |
| 78     | Curtis Cox                | TRI  | 1:14.51 | PB          |
| 79     | Jules La Rode             | TRI  | 1:14.52 | PB          |
| —      | Mokhtar Benhari           | FRA  | DNF     |             |
| —      | Denis Curzi               | ITA  | DNF     |             |
| —      | Jean-Marie Kouakou        | CIV  | DNF     |             |
| —      | José Francisco Chaves     | CRC  | DNS     |             |
| —      | Mahmoud Abuattaya         | PLE  | DNS     |             |
| —      | Abdinasir Said Ibrahim    | SOM  | DNS     |             |

#### Team
| Rang | Team                                                                                | Tijd                           |
| ---- | ----------------------------------------------------------------------------------- | ------------------------------ |
| 1    | KEN Patrick Makau Musyoki (2e) Evans Cheruiyot (3e) Robert Kipkorir Kipchumba (15e) | 2:58.54 059.02 059.05 1:00.47  |
| 2    | ERI Zersenay Tadese (1e) Yonas Kifle (5e) Michael Tesfay (13e)                      | 2:59.08 058.59 059.30 1:00.39  |
| 3    | ETH Deriba Merga (4e) Raji Assefa (12e) Tariku Jufar (18e)                          | 3:01.15 059.16 1:00.31 1:01.28 |

In totaal namen er zeventien teams deel.

### Vrouwen

#### Individueel
| Rang   | Atlete                       | Land | Tijd    | Opmerkingen |
| ------ | ---------------------------- | ---- | ------- | ----------- |
| Goud   | Lornah Kiplagat              | NED  | 1:06.25 | WR          |
| Zilver | Mary Keitany                 | KEN  | 1:06.48 | NR          |
| Brons  | Pamela Chepchumba            | KEN  | 1:08.06 | PB          |
| 4      | Bezunesh Bekele              | ETH  | 1:08.07 | NR          |
| 5      | Atsede Habtamu               | ETH  | 1:08.29 |             |
| 6      | Everline Kimwei              | KEN  | 1:08.39 | PB          |
| 7      | Chisato Osaki                | JPN  | 1:08.56 | PB          |
| 8      | Luminița Talpoș              | ROU  | 1:09.01 | PB          |
| 9      | Alice Timbilil               | KEN  | 1:09.09 |             |
| 10     | Alina Tecuţă/Gherasim        | ROU  | 1:09.14 | SB          |
| 11     | Atsede Baysa                 | ETH  | 1:09.15 | PB          |
| 12     | Akane Taira                  | JPN  | 1:09.17 | PB          |
| 13     | Yoshimi Ozaki                | JPN  | 1:09.26 | PB          |
| 14     | Irina Timofejeva             | RUS  | 1:09.29 | PB          |
| 15     | Alina Ivanova                | RUS  | 1:09.32 | PB          |
| 16     | Deena Kastor                 | USA  | 1:09.38 |             |
| 17     | Olga Glok                    | RUS  | 1:09.58 | PB          |
| 18     | Lidia Şimon                  | ROU  | 1:10.08 | SB          |
| 19     | Genet Getaneh                | ETH  | 1:10.30 |             |
| 20     | Krisztina Papp               | HUN  | 1:10.53 | PB          |
| 21     | Furtuna Zegergish            | ERI  | 1:11.03 | NR          |
| 22     | Christelle Daunay            | FRA  | 1:11.05 | PB          |
| 23     | Anna Incerti                 | ITA  | 1:11.09 | SB          |
| 24     | Vincenza Sicari              | ITA  | 1:11.12 | PB          |
| 25     | Lilia Sjoboechova            | RUS  | 1:11.35 |             |
| 26     | Yuko Machida                 | JPN  | 1:11.55 | SB          |
| 27     | Katie McGregor               | USA  | 1:12.01 |             |
| 28     | Daniela Cârlan               | ROU  | 1:12.14 |             |
| 29     | Selma Borst                  | NED  | 1:12.41 | SB          |
| 30     | Claudia Pinna                | ITA  | 1:12.44 | PB          |
| 31     | Angeline Nyiransabimana      | RWA  | 1:12.44 | NR          |
| 32     | Tara Storage                 | USA  | 1:12.47 | PB          |
| 33     | Lisa Weightman               | AUS  | 1:12.53 |             |
| 34     | Desireé Davila               | USA  | 1:12.54 |             |
| 35     | Karina Pérez                 | MEX  | 1:12.55 | PB          |
| 36     | Luciah Kimani                | BIH  | 1:12.55 | NR          |
| 37     | Paula Todorán                | ROU  | 1:12.59 |             |
| 38     | Renate Rungger               | ITA  | 1:13.10 |             |
| 39     | Yurika Nakamura              | JPN  | 1:13.13 |             |
| 40     | Michelle Ross-Cope           | GBR  | 1:13.45 |             |
| 41     | Ednalva da Silva             | BRA  | 1:14.23 |             |
| 42     | Bertha Sánchez               | COL  | 1:14.40 | SB          |
| 43     | Anke Van Campen              | BEL  | 1:14.40 | PB          |
| 44     | Petra Kamínková/Drajzajtlová | CZE  | 1:14.47 |             |
| 45     | Paula Apolonio               | MEX  | 1:15.00 | PB          |
| 46     | Magdaliní Gazéa              | GRE  | 1:15.17 | PB          |
| 47     | Carmen Oliveras              | FRA  | 1:15.27 |             |
| 48     | Lucélia Peres                | BRA  | 1:15.39 |             |
| 49     | Wendy Nicolls                | GBR  | 1:16.54 |             |
| 50     | Épiphanie Nyirabaramé        | RWA  | 1:17.14 | PB          |
| 51     | Norelys Lugo                 | VEN  | 1:17.48 |             |
| 52     | Martha Ronceria              | COL  | 1:18.18 |             |
| 53     | Lina Arias                   | COL  | 1:20.16 |             |
| 54     | Shermin La Saldo             | TRI  | 1:25.37 | NR          |
| 55     | Marisol Redón                | URU  | 1:26.47 |             |
| 56     | Christine Regis              | TRI  | 1:28.50 |             |
| —      | Mariana Carpine              | COD  | DNF     |             |
| —      | Louise Damen                 | GBR  | DNF     |             |
| —      | Fatna Maraoui                | ITA  | DNF     |             |
| —      | Leyla Dzhumayeva             | TKM  | DNF     |             |
| —      | Alicia Shay                  | USA  | DNF     |             |
| —      | Susan Chepkemei              | KEN  | DQ      | †           |
| —      | Sandrine Menguee Zambo       | CMR  | DNS     |             |

#### Team
| Rang | Team                                                                      | Tijd                            |
| ---- | ------------------------------------------------------------------------- | ------------------------------- |
| 1    | KEN Mary Keitany (2e) Pamela Chepchumba (3e) Everline Kemunto Kimwei (6e) | 3:23.33 1:06.48 1:08.06 1:08.39 |
| 2    | ETH Bezunesh Bekele (4e) Atsede Habtamu (5e) Atsede Baysa (11e)           | 3:25.51 1:08.07 1:08.29 1:09.15 |
| 3    | JPN Chisato Osaki (7e) Akane Taira (12e) Yoshimi Ozaki (13e)              | 3:27.39 1:08.56 1:09.17 1:09.26 |

In totaal namen er acht teams deel.

## Afkortingen
- AR = Werelddeel record
- CR = Kampioenschapsrecord
- NR = Nationaal record
- PB = Persoonlijk record
- SB = Beste seizoensprestatie
- WR = Wereldrecord

1992 · 
1993 · 
1994 · 
1995 · 
1996 · 
1997 · 
1998 · 
1999 · 
2000 · 
2001 · 
2002 · 
2003 · 
2004 · 
2005 · 
2006 · 
2007 · 
2008 · 
2009 · 
2010 ·
2012 ·
2014 ·
2016 ·
2018